# Johnny Unitas
Johnny Unitas   (Pittsburgh, 7 de maig de 1933 - Lutherville-Timonium, 11 de setembre de 2002) va ser un rerequart de futbol americà que va jugar a la National Football League (NFL) durant 18 temporades, principalment amb els Baltimore Colts. Després d'una carrera que es va estendre des del 1956 fins al 1973, ha estat classificat constantment com un dels millors jugadors de la NFL de tots els temps.
Unitas va establir molts rècords de la NFL i va ser nomenat jugador més valuós tres vegades el 1959, el 1964 i el 1967, a més de rebre 10 reconeixements del Pro Bowl i cinc premis All Pro del primer equip. Va ajudar a conduir els Colts a quatre títols de campionat; tres de l'era anterior a les fusions el 1958, 1959, 1968, i un de l'era de la Super Bowl quan era la Super Bowl V. La seva primera victòria al campionat es considera un dels millors partits de la lliga i se li atribueix la popularitat de la NFL. Entre 1956 i 1960, va establir el rècord de la majoria de partits consecutius amb un pas de touchdown a 47, que va mantenir-se durant 52 anys fins que va ser superat el 2012 per Drew Brees.
Sobrenomenat "Johnny U" i el "Braç Daurat", Unitas va ser considerat el prototip del quarterback de l'era moderna. El 1974 el van incorporar al saló de la fama del Pro Football.